# Посольство України в Польщі

Консульські округи України в Польщі

Посольство України в Республіці Польща — дипломатична установа України у Варшаві.

## Завдання Посольства
Основне завдання Посольства України у Варшаві представляти інтереси України, сприяти розвитку політичних, економічних, культурних, наукових та інших зв'язків, а також захищати права та інтереси громадян і юридичних осіб України, які перебувають на території Польщі. Посольство України сприяє розвиткові добросусідських відносин з Республікою Польща на всіх рівнях, з метою забезпечення гармонійного розвитку взаємних відносин.

## Встановлення та розвиток відносин між Україною та Республікою Польща
Після проголошення незалежності Україною 24 серпня 1991 року Польща визнала Україну 2 грудня 1991 року. 8 січня 1992 року між Україною та Польщею встановлено дипломатичні відносини. 18 травня 1992 р. підписано міждержавний українсько-польський Договір про добросусідство, дружні відносини і співробітництво.
Процес розвитку відносин України з Республікою Польща можна умовно поділити на три періоди:
1992-1993 рр. - встановлення контактів, «відкриття» України для широкого загалу польської політичної еліти та польського суспільства, підписання перших двосторонніх документів, обопільне вивчення потенційних можливостей для співробітництва;
1993-1999 рр. - виведення двосторонніх відносин на рівень стратегічного партнерства;

З 1999 – с.д. – розвиток стратегічного партнерства між Україною та Республікою Польща відповідає національним інтересам обох держав. Польща – важливий союзник України у міжнародних організаціях  та регіональних об’єднаннях. Як держава-член ЄС і НАТО, Польща послідовно підтримує євроінтеграційні та євроатлантичні устремління України, постійно акцентує увагу на необхідності збереження політики «відкритих дверей» для нових країн-членів, є одним з найбільших контрибуторів СММ ОБСЄ в Україні. Прикладом успішної співпраці країн є діяльність ЛИТПОЛУКРБРИГу ім. князя Костянтина Острозького.

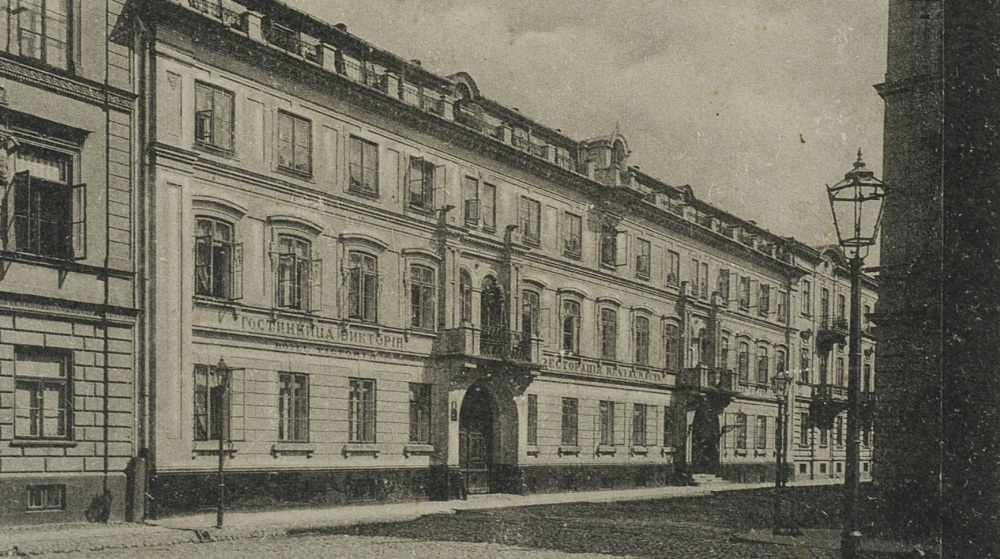
Посольство України в Польщі (1920)

## Будівля Посольства
Посольство знаходиться в центральній частині Варшави у найбільш презентабельному районі польської столиці Середмістя, де функціонують польські урядові установи, дипломатичні установи іноземних держав, а також мальовничий палацово-парковий комплекс Королівські Лазенки.
Будівля Посольства України - це п'ятиповерхова кам'яниця з фасадом, оздобленим пісковиком, та порталом в'їзної брами, зробленим з чорного базальту. У 1946—1976 роках у цій будівлі працювало торгове представництво СРСР.

## Керівники дипломатичної установи
| N  | Країна             | Посол                              | Ambasadorowie         | Зображення | Термін      |
| -- | ------------------ | ---------------------------------- | --------------------- | ---------- | ----------- |
| 1  | Українська Держава | Карпинський Олександр Михайлович   | Ołeksander Karpinski  |            | (1918)      |
| 2  | УНР                | Пилипчук Пилип Каленикович         | Pyłyp Pyłypczuk       |            | (1919)      |
| 3  | УНР                | Лівицький Андрій Миколайович       | Andrij Liwycki        |            | (1919—1920) |
| 4  | УРСР               | Хургін Ісай Якович                 | Isai Churgin          |            | (1920)      |
| 5  | УРСР               | Логановський Мечислав Антонович    | Mieczysław Łoganowski |            | (1921)      |
| 6  | УРСР               | Шумський Олександр Якович          | Ołeksandr Szumski     |            | (1921—1922) |
| 7  | УРСР               | Бесєдовський Григорій Зіновійович  | Grigorij Biesiedowski |            | (1922—1923) |
| 8  | УРСР               | Капка Дмитро Леонтійович           | Dmyto Kapka           |            | (1923—1924) |
| 9  | Україна            | Старак Теодозій Васильович         | Teodozjusz Starak     |            | (1991)      |
| 10 | Україна            | Шевчук Анатолій Анатолійович       | Anatolij Szewczuk     |            | (1991—1992) |
| 11 | Україна            | Удовенко Геннадій Йосипович        | Hennadij Udowenko     |            | (1992—1994) |
| 12 | Україна            | Сардачук Петро Данилович           | Petro Sardaczuk       |            | (1994—1998) |
| 13 | Україна            | Павличко Дмитро Васильович         | Dmytro Pawłyczko      |            | (1999—2002) |
| 14 | Україна            | Никоненко Олександр Миколайович    | Ołeksander Nykonenko  |            | (2002—2003) |
| 15 | Україна            | Харченко Ігор Юрійович             | Ihor Charczenko       |            | (2003—2005) |
| 16 | Україна            | Моцик Олександр Федорович          | Ołeksandr Mocyk       |            | (2005—2010) |
| 17 | Україна            | Мальський Маркіян Зіновійович      | Markijan Malski       |            | (2010—2014) |
| 18 | Україна            | Каневський Владислав Володимирович | Władysław Kanewski    |            | (2014)      |
| 19 | Україна            | Дещиця Андрій Богданович           | Andrij Deszczycia     |            | (2014—2022) |
| 20 | Україна            | Зварич Василь Богданович           | Wasyl Zvarych         |            | (2022—2024) |
| 21 | Україна            | Боднар Василь Миронович            | Bazyli Bodnar         |            | (2024—)     |

## Структура Посольства
- Політичний відділ
- Відділ з економічних питань
- Консульський відділ
- Культурно-гуманітарний відділ
- Апарат військового аташе

## Консульські установи України в Республіці Польща

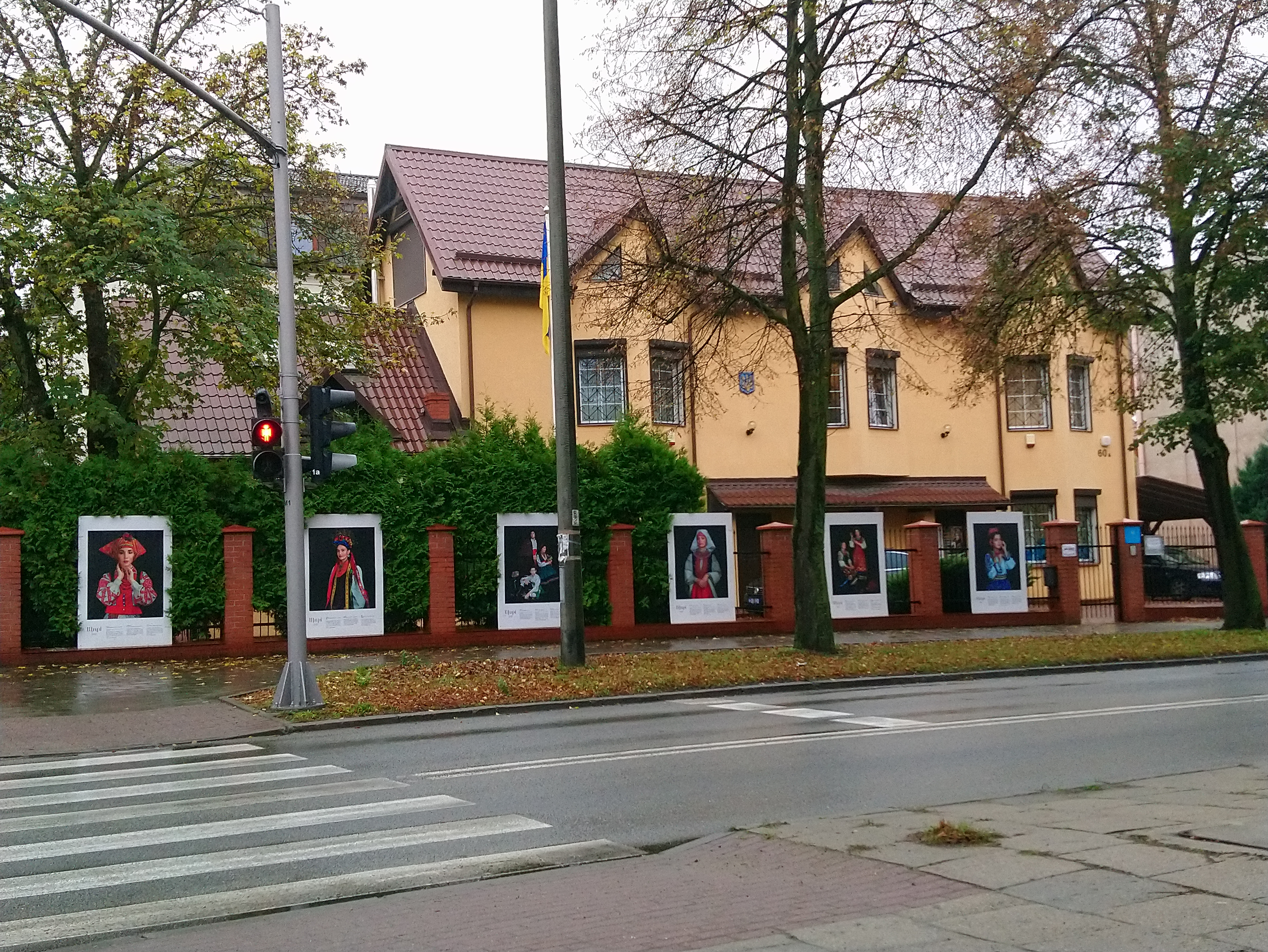
Консульство України в Гданську

- Консульство України в Гданську з 1994 року

1. Клим Павлюк (1920—1924)
2. Блаженчук Володимир Іванович (1994—1998)
3. Міщук Микола Степанович (1998—2002)[3]
4. Куравський Зіновій Васильович (2002—2006)
5. Медовніков Олександр Михайлович (2006—2011)
6. Янків Мирон Дмитрович (2011—2014)
7. Денис Оксана Павлівна (2014—2016)
8. Захарчишин Лев Леонідович (2016—2021)[4]
9. Плодистий Олександр Петрович (з 2021)[5]

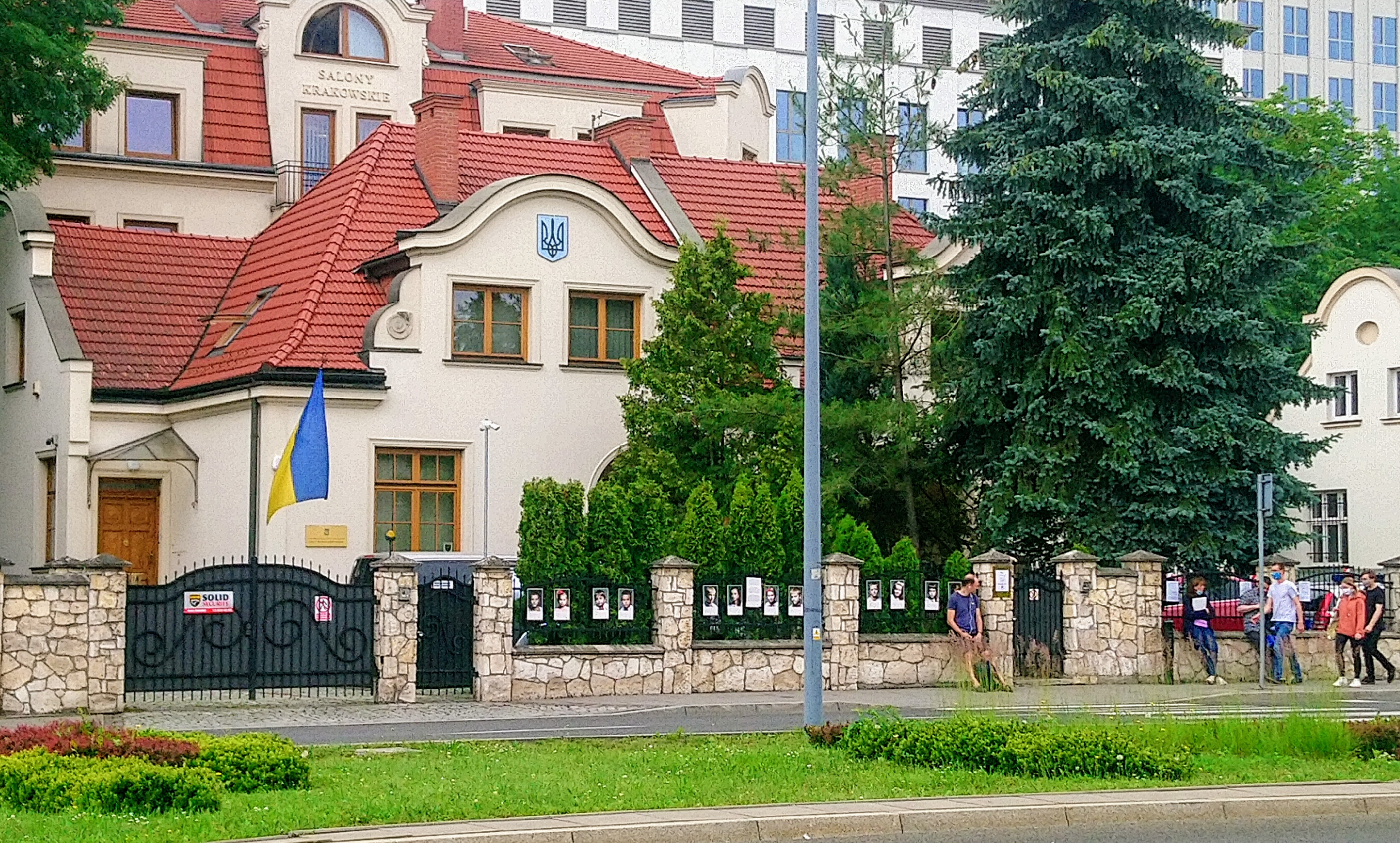
Генеральне консульство України в Кракові

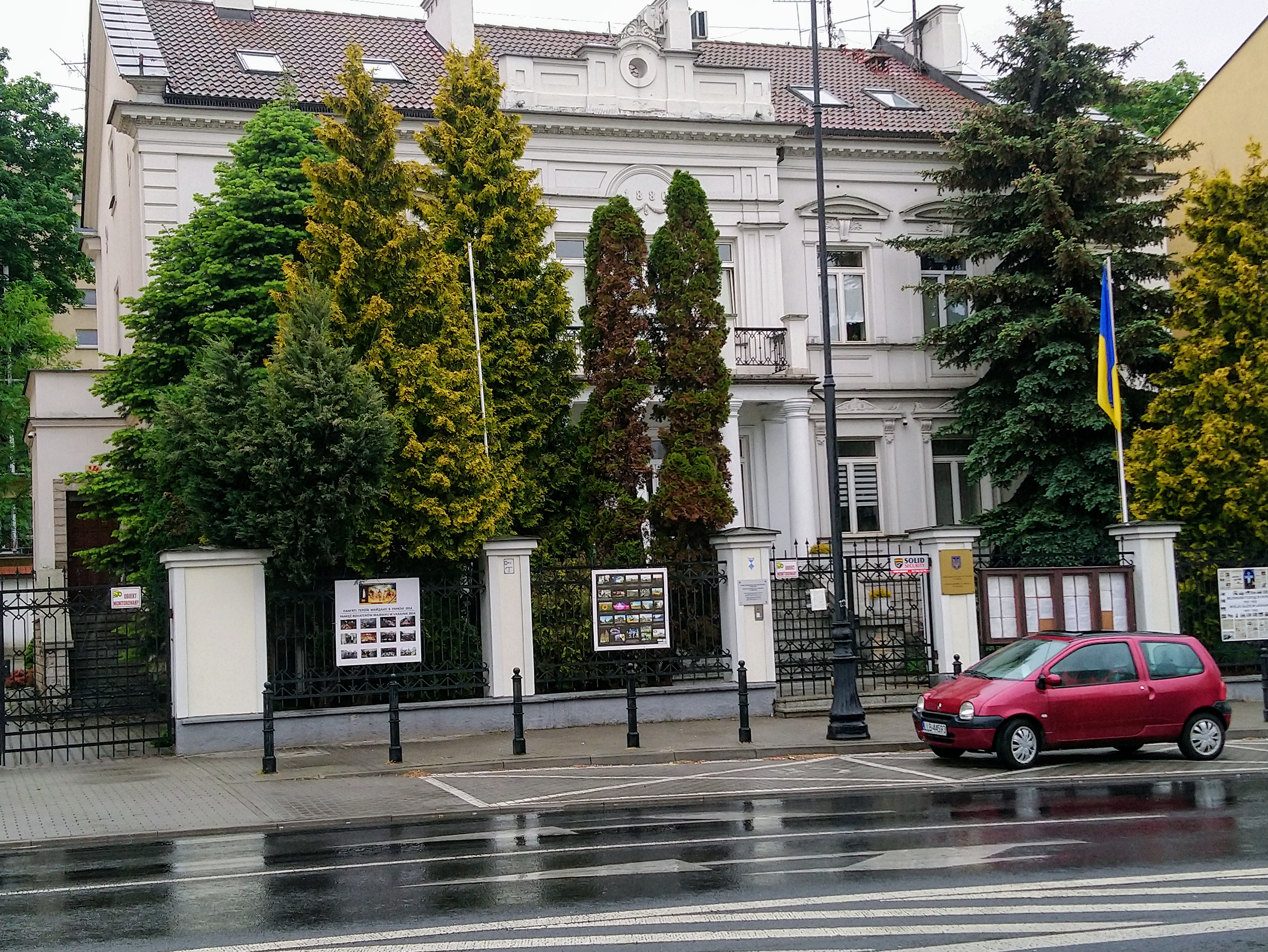
Генеральне консульство України в Любліні

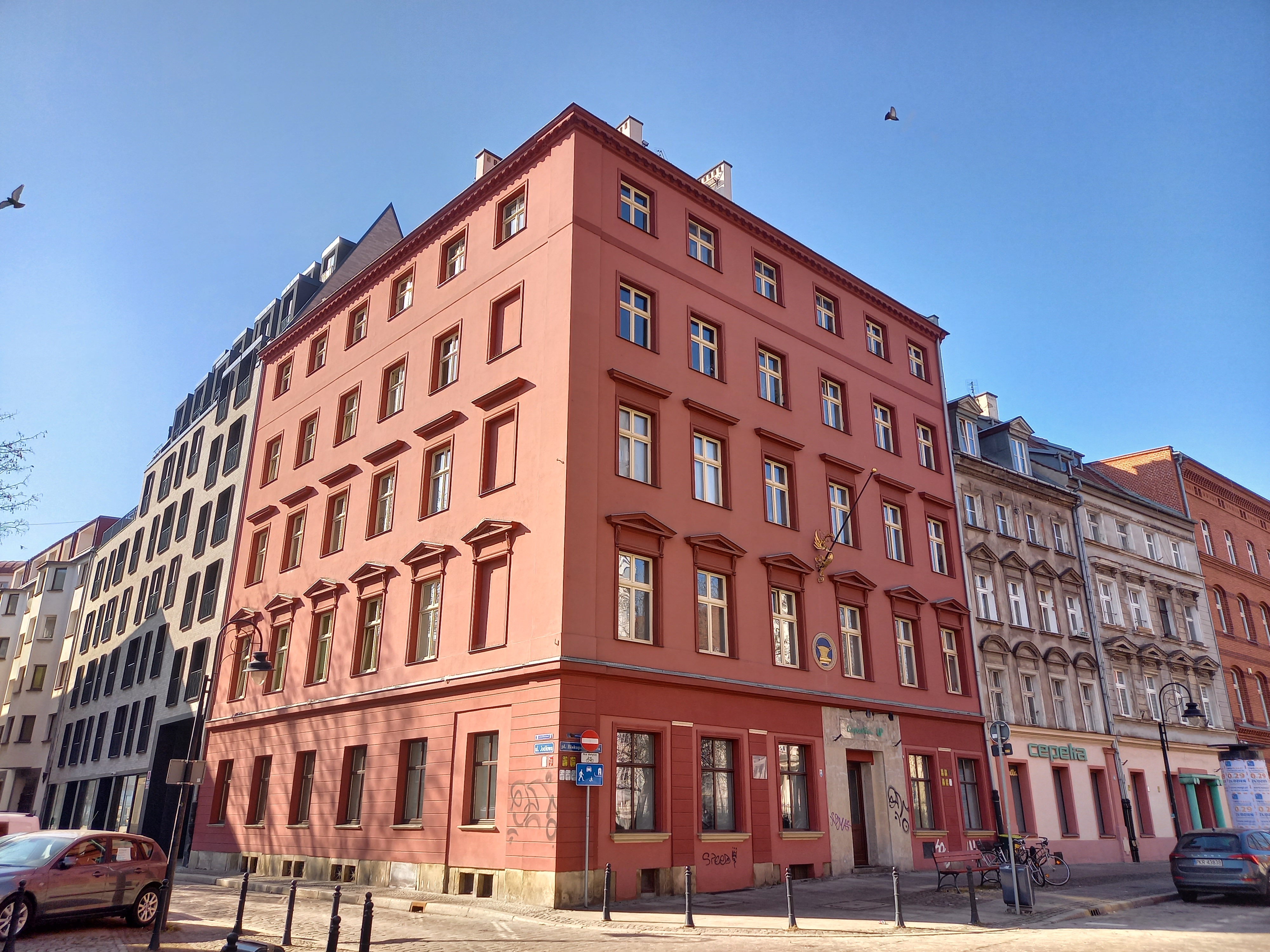
Генеральне консульство України у Вроцлаві

- Генеральне консульство України в Кракові з 1997 року

1. Куравський Зіновій Васильович (1997—2001)
2. Медовніков Олександр Михайлович (2001—2005)
3. Бродович Михайло Франкович (2005—2010)
4. Максименко Віталій Миколайович (2010—2015)
5. Мандюк Олег Семенович (2015—2019)
6. Войнаровський В'ячеслав Анатолійович (з 2020)

- Генеральне консульство України в Любліні з 2003 року[6]

1. Грицак Іван Юрійович (2003—2007)
2. Горбенко Олег Сергійович (2007—2011)
3. Каневський Владислав Володимирович (2011—2012)
4. Грицак Іван Юрійович (2012—2015)
5. Павлюк Василь Михайлович (з 2015)

- Генеральне консульство України у Вроцлаві з 2022 року

1. Токар Юрій Любомирович (з 2022)[7]

## Почесні консульства України в Польщі
- Польща: Бидгощ (Кшиштоф Сікора)
- Польща: Вроцлав (Гжегож Дзік)
- Польща: Зелена Гура (Збігнєв Джимала)
- Польща: Лодзь (Богдан Генрик Висоцькі)
- Польща: Перемишль (Олександр Бачик)
- Польща: Познань (Вітольд Хоровський)
- Польща: Ряшів (Єжи Кшановський)
- Польща: Тарнів (Бартоломей Бабушка)
- Польща: Холм (Станістав Адамяк)
- Польща: Щецин (Генрик Колодій)
- Польща: Катовиці (Ярослав Вечорек)

## Адреса Посольства
- 02-617 м.Варшава, вул. Антонія Мальчевського, 17 (02-617 Warszawa,  ul. Antoniego Malczewskiego, 17)
- сайт: https://poland.mfa.gov.ua/ [Архівовано 6 квітня 2020 у Wayback Machine.]